# Diego Godín
Diego Roberto Godín Leal, född 16 februari 1986 i Rosario, Uruguay, är en uruguayansk före detta fotbollsspelare som spelade som mittback.

## Biografi
Godín var som ung en lovande simstjärna. Fram tills han var 12 år gammal lyckades han vinna många nationella tävlingar och är idag innehavare av en del ungdomsrekord i simning (i Uruguay). Godín började spela fotboll i Estudiantes de Rosario, och bytte som 15-åring till Defensor Sporting. 2003 spelade han för Primera División-klubben (högstaligan i Uruguay) Cerro. I Cerro fick Godín lära sig att spela som back, då han tidigare alltid hade spelat som anfallare. Godín debuterade i landslaget 26 oktober 2005, 19 år gammal.

## Klubbkarriär
Godín startade sin professionella karriär i CA Cerro. Han var redan då känd för sitt sansade spel och snabba fötter, som fick honom, som 20-åring, att skriva kontrakt med storklubben Nacional. Fastän han var ung så fick han rollen som lagkapten tack vare sitt mogna uppträdande och pondus. 
I augusti 2007 skrev Godín ett femårskontrakt med den spanska klubben Villareal. Villareal hade under säsongen 2007/2008 flera uruguayanska landslagsspelare (Sebastián Viera, Diego Forlán, Sebastián Eguren, Martín Cáceres och Robert Flores) som gjorde att övergången gick bra. Han spelade i 24 matcher den första säsongen i klubbens bästa ligaplacering någonsin (andra plats). 
I maj 2014 gjorde Godín kvitteringsmålet mot Barcelona, som gav Atlético Madrid La Liga-titeln för första gången på 18 år. Dessutom gjorde han veckan efter Atlético Madrids enda mål mot Real Madrid i Champions League-finalen, som slutade med förlust.
Den 1 juli 2019 värvades Godín av Inter, där han skrev på ett treårskontrakt.
Den 12 januari 2022 värvades Godín av brasilianska Atlético Mineiro, där han skrev på ett ettårskontrakt med option på ytterligare ett år.
Den 21 juni 2022 värvades Godín av argentinska Vélez Sarsfield på ett kontrakt till slutet av 2023.
I juli 2023 avslutade Godín spelarkarriären.

## Meriter
| Meritlista | Meritlista       | Meritlista          |
| År         | Lag              | Tävling/turnering   |
| ---------- | ---------------- | ------------------- |
| 2007       | Nacional         | Liguilla            |
| 2010       | Atlético Madrid  | Uefa Super Cup      |
| 2011       | Uruguay          | Copa América        |
| 2012       | Atlético Madrid  | Uefa Europa League  |
| 2012       | Atlético Madrid  | Uefa Super Cup      |
| 2013       | Atlético Madrid  | Copa del Rey        |
| 2014       | Atlético Madrid  | Supercopa de España |
| 2014       | Atlético Madrid  | La Liga             |
| 2018       | Atlético Madrid  | Uefa Europa League  |
| 2022       | Atlético Mineiro | Supercopa do Brasil |
| 2022       | Atlético Mineiro | Campeonato Mineiro  |